# Schwanthalerhöhe

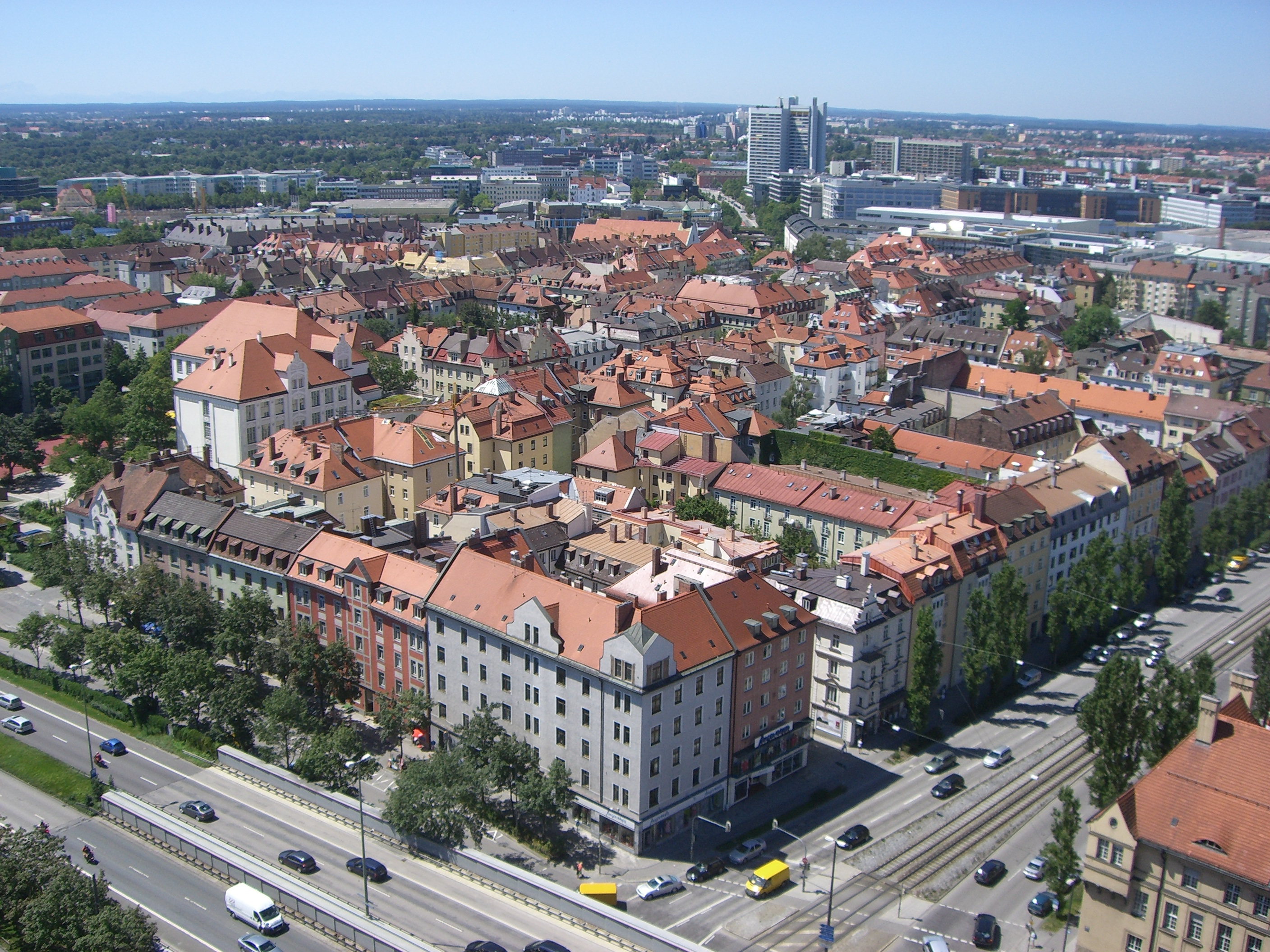
Schwanthalerhöhe (Westend) westlich des Mittleren Rings

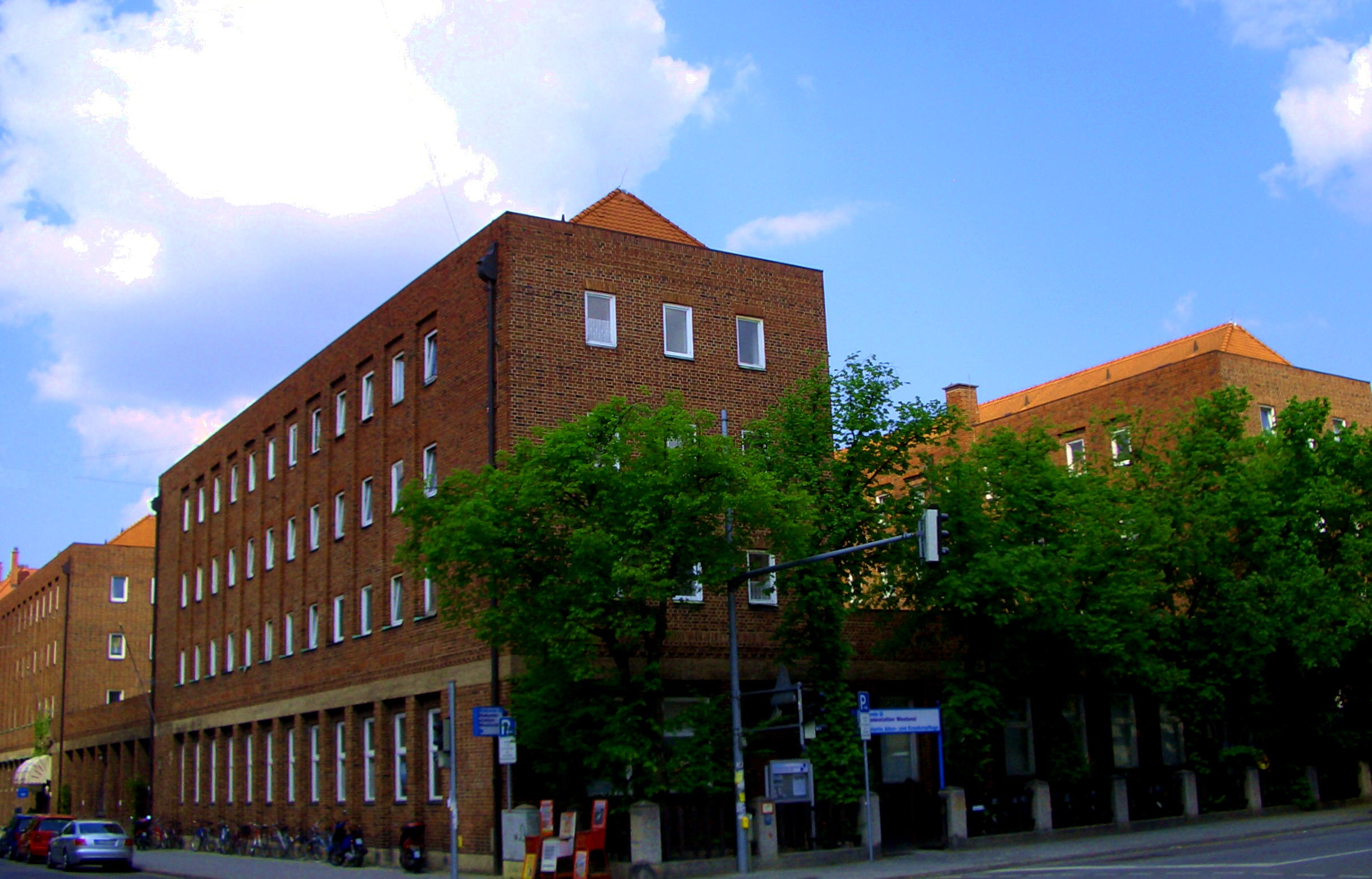
Ledigenheim von Süden

Die Schwanthalerhöhe (auch Westend genannt) ist der Stadtbezirk 8 der bayerischen Landeshauptstadt München.
Der Stadtbezirk gehört mit einer Fläche von 2,07 Quadratkilometern und einer Wohnbevölkerung von knapp 30.000 zu den am dichtesten besiedelten Stadtbezirken Münchens. Die Schwanthalerhöhe wurde im Zuge der Industrialisierung im 19. Jahrhundert als Arbeiterwohngebiet geplant, so dass sich hier viel genossenschaftlicher Wohnungsbau findet und der Arbeiteranteil bis heute überdurchschnittlich hoch ist.

## Lage

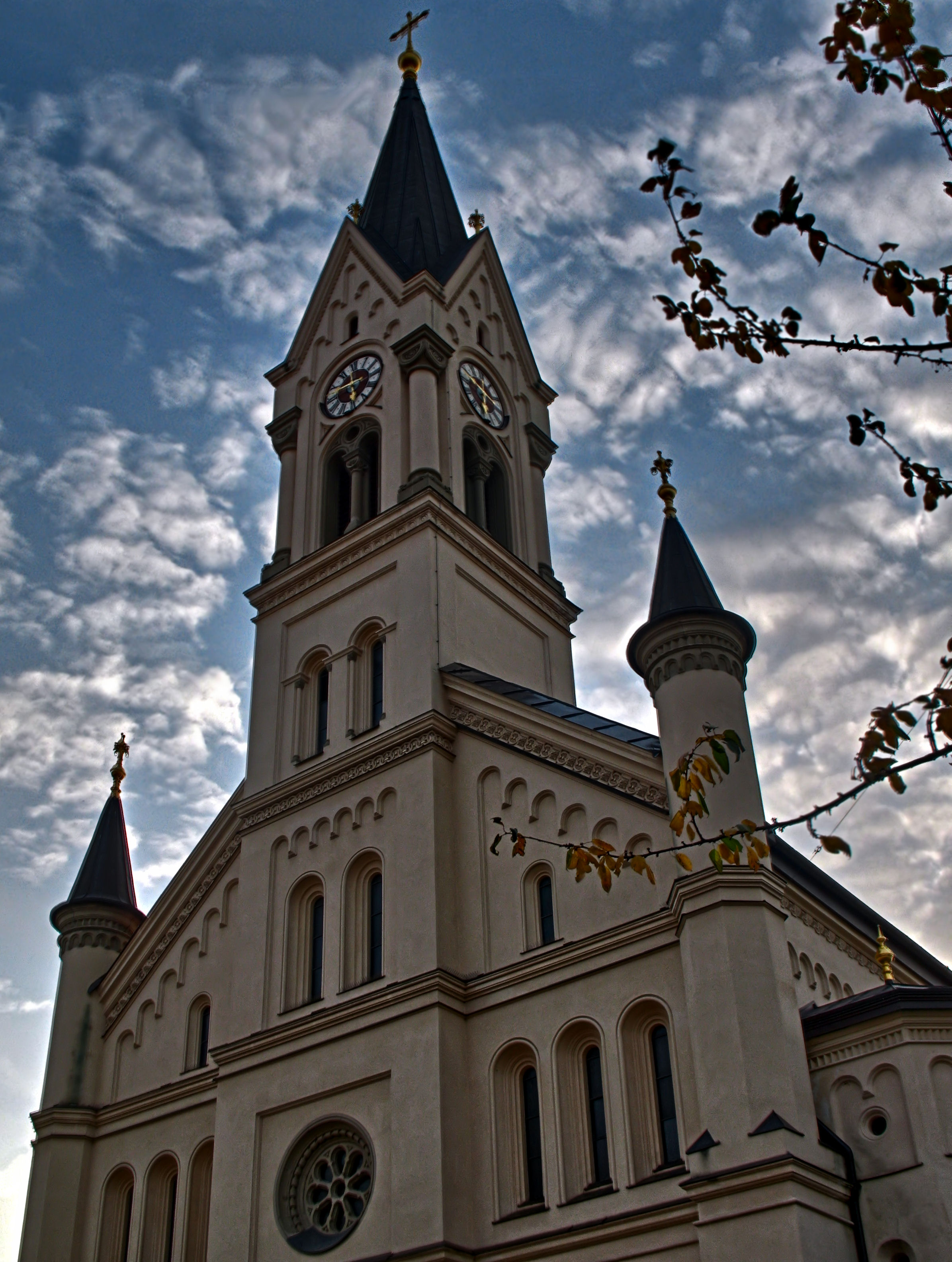
St. Benedikt in der Schrenkstraße

Die Schwanthalerhöhe liegt am westlichen Rand der Innenstadt auf der Isarniederterrasse, begrenzt von den Bahntrassen Hauptbahnhof–Pasing und Hauptbahnhof–Ostbahnhof. Der innenstadtnahe und leicht abschüssige östliche Teil des Bezirks (Theresienhöhe) bildet einen Übergang zum Bahnhofsviertel, südlich davon oberhalb der Theresienwiese liegt das frühere Messegelände.
Nachbarbezirke sind Neuhausen-Nymphenburg und die Maxvorstadt im Norden, Ludwigsvorstadt-Isarvorstadt im Osten, Sendling im Süden sowie Sendling-Westpark und Laim im Westen.

## Geschichte und Beschreibung

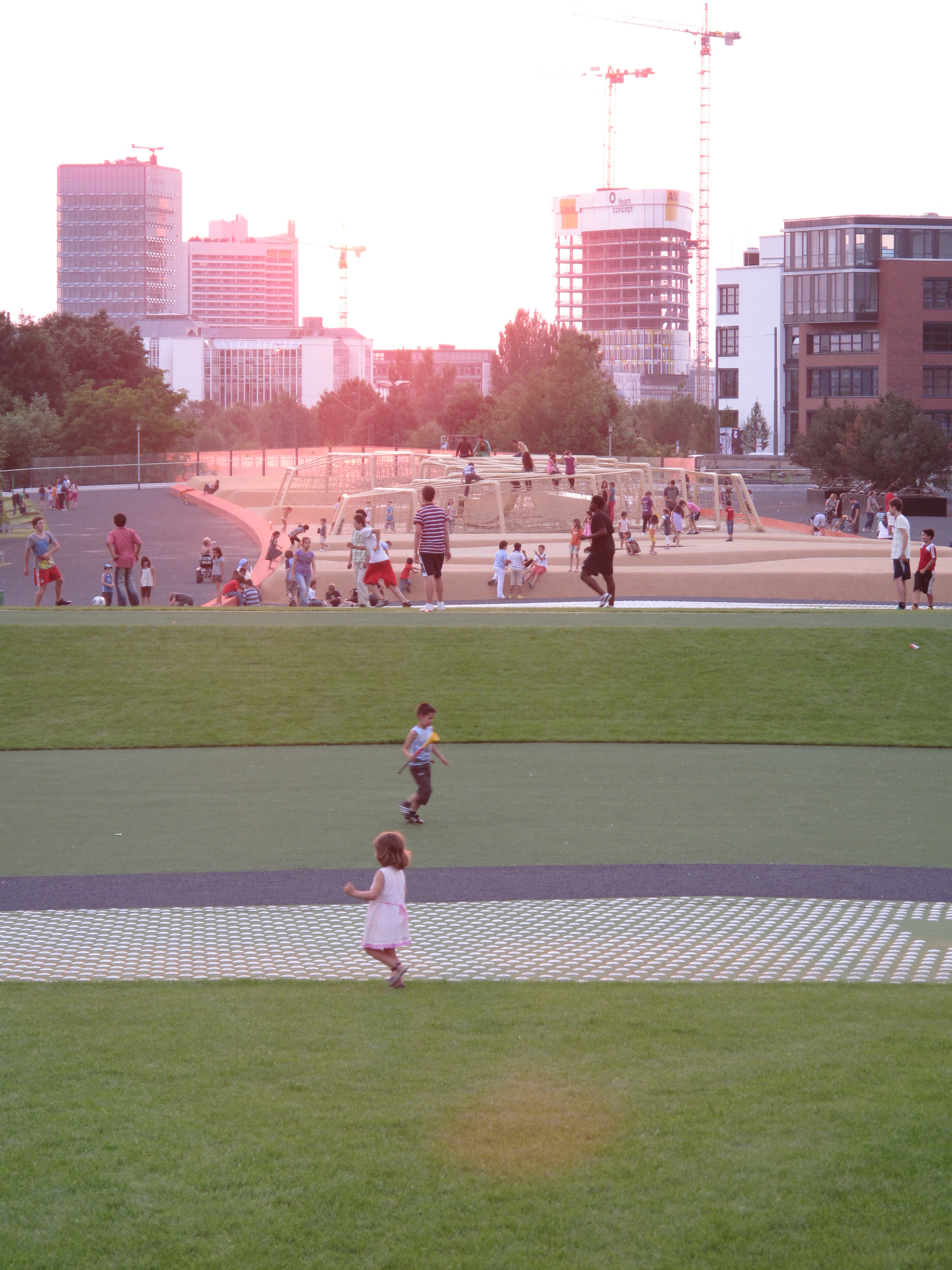
Quartiersplatz Theresienhöhe

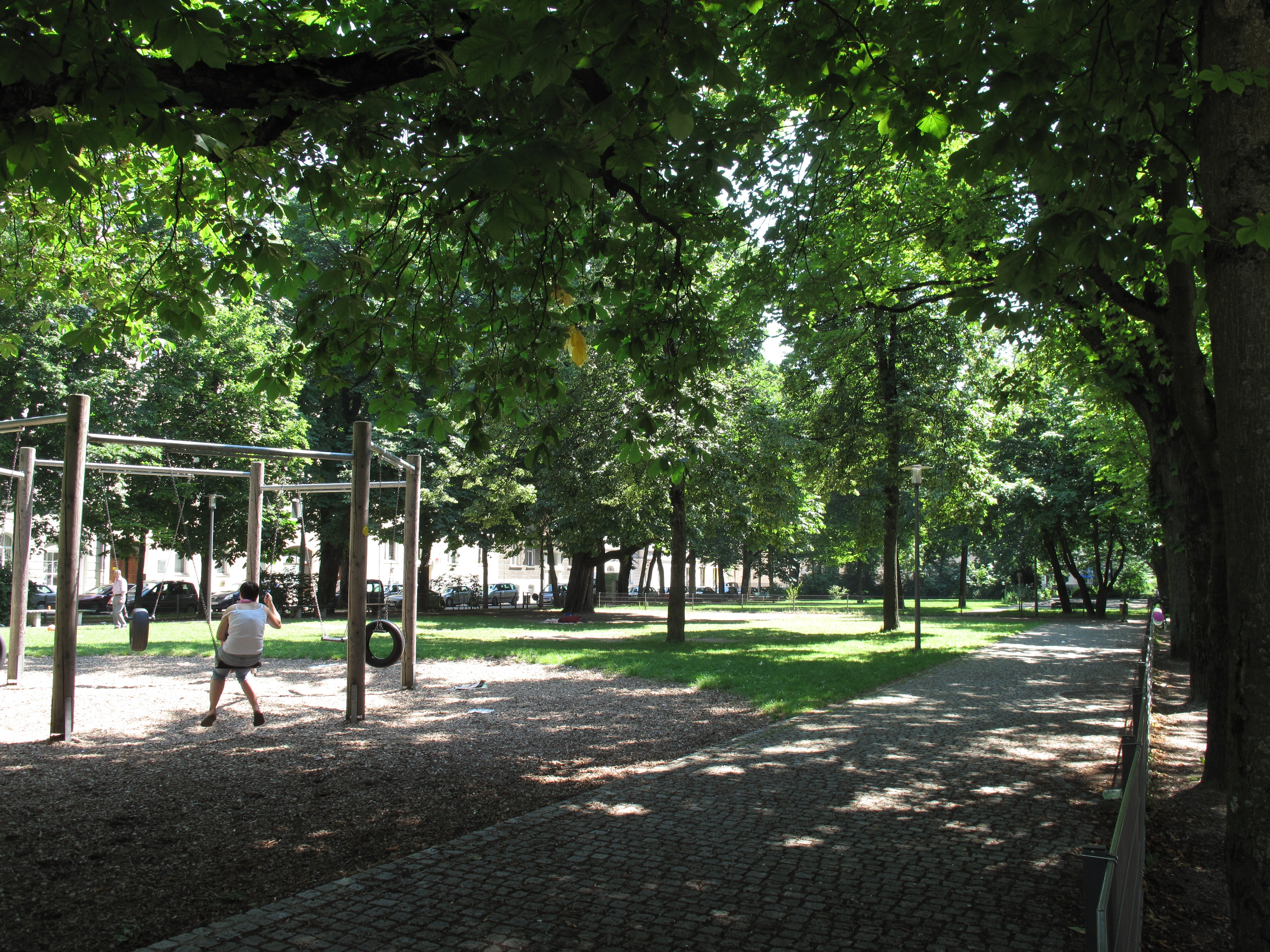
Der Gollierplatz

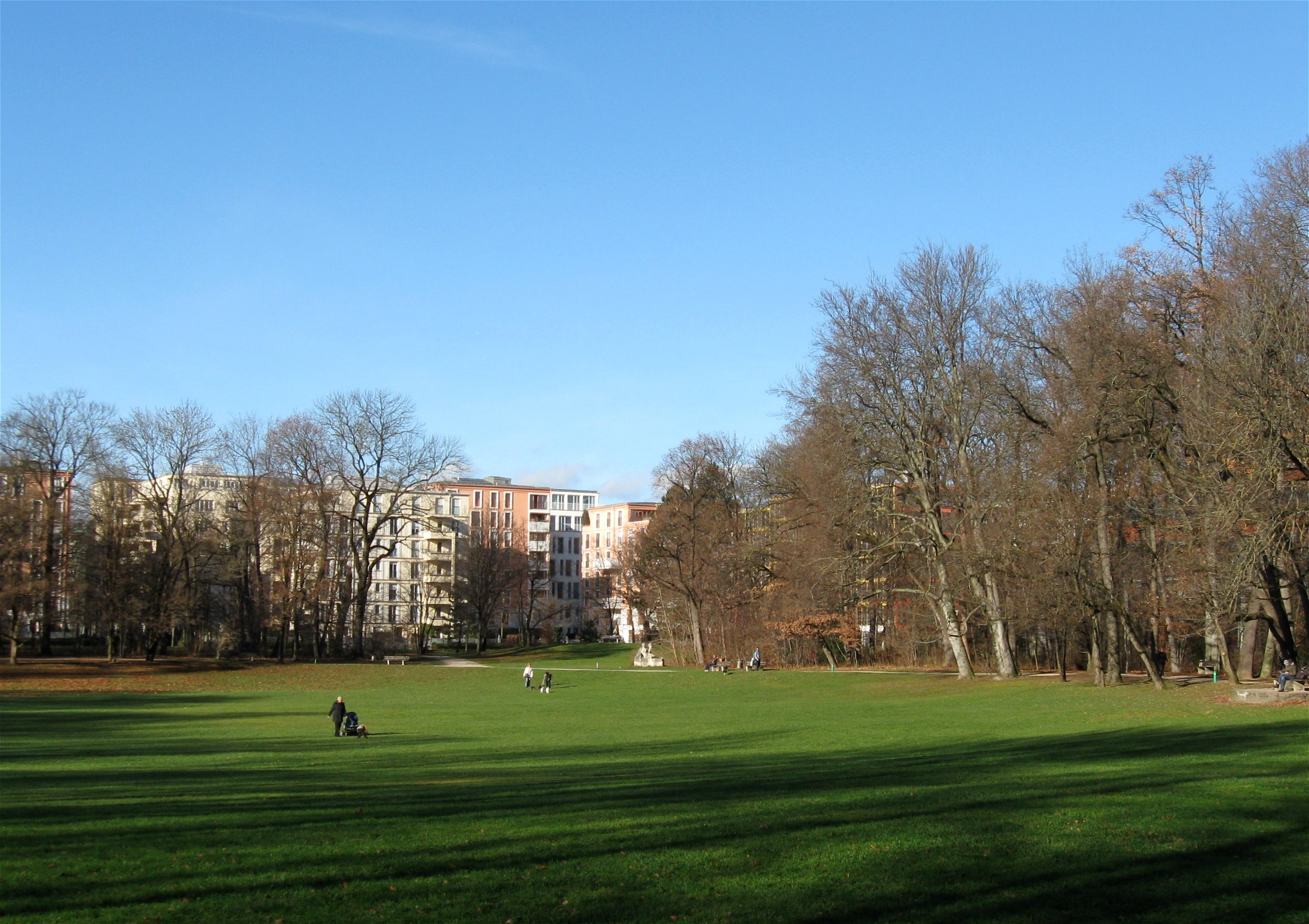
Der Bavariapark

Der Stadtteil hat seinen Namen von dem Bildhauer Ludwig Schwanthaler, dem Schöpfer der Bavaria; er hieß früher Sendlinger Höhe. Seine Entstehung hängt mit der um 1840 beginnenden Industrialisierung zusammen, die die Errichtung gründerzeitlicher Arbeiterviertel mit verdichteter Blockbebauung zur Folge hatte. Bis heute stammt knapp die Hälfte des Baubestands der Schwanthalerhöhe aus der Zeit vor 1919. Die teilweise schlechte Bausubstanz mit unzureichenden Wohnstandards machten ab Anfang der 1970er Jahre weitreichende Sanierungsmaßnahmen erforderlich. Auf dem Fabrikgelände der ehemaligen Metzeler Gummiwerke wurden in den 1980er Jahren der Gewerbehof Westend und das Münchner Technologiezentrum errichtet. In der Folge wandelte sich auch die Wirtschaftsstruktur im Stadtteil. Inzwischen liegen etwa zwei Drittel der Arbeitsplätze im Viertel im Dienstleistungssektor, im Handel und der öffentlichen Verwaltung.
Markante Orte sind der Backsteinbau des Augustiner-Bräu (älteste Brauerei Münchens), das ehemalige Hauptzollamt mit seiner großen Glaskuppel, die Hackerbrücke, das ehemalige Einrichtungshaus XXXLutz (früher Karstadt) mit seiner monumentalen gewölbten Glasfassade, das angrenzende „Betongebirge“ aus aufgeständerten Wohnhochhäusern (Ernst Maria Lang 1971), der Bavariapark, das von Theodor Fischer erbaute Ledigenheim nahe dem Gollierplatz, sowie eine ganze Reihe kleinerer Plätze, die dem Stadtteil sein Gepräge geben. 2006 gewann der neu gestaltete Georg-Freundorfer-Platz den Preis der Stiftung Lebendige Stadt für den besten Spiel- und Freizeitplatz Deutschlands.
Drei römisch-katholische Kirchen, St. Benedikt (1881), St. Rupert (1908 Gabriel von Seidl) und Maria Heimsuchung (1934) und eine evangelisch-lutherische Kirche, die Auferstehungskirche (1931 German Bestelmeyer) prägen das Bild der Schwanthalerhöhe.
Durch die Verlagerung der Messe München in die Messestadt Riem im Februar 1998 wurde das alte Messegelände frei für eine Folgenutzung. Dort entstanden bis 2004 etwa 1.800 neue Wohnungen, außerdem Einrichtungen für Gewerbe, Handel, Dienstleistungen (Verwaltungsgebäude der Mannheimer Lebensversicherung) und Gemeinbedarfseinrichtungen. Bei den verbliebenen denkmalgeschützten Hallen der alten Messe handelt es sich um Bauwerke des Reformstils; dort wurde im Mai 2003 das Verkehrszentrum als Ableger des Deutschen Museums eröffnet. Im Juni 2010 wurde der neue Quartiersplatz Theresienhöhe über dem „Bahndeckel“ der Bevölkerung übergeben.
Die gute Verkehrsanbindung durch zwei U-Bahn-Linien, S-Bahn und den Mittleren Ring, die zentrale Lage und das urbane Flair machen den Stadtteil zunehmend zu einer beliebten Wohngegend. Ab 2025 ist im Westend die Umsetzung von Superblocks vorgesehen.

## Bildung und Kultur
Unter anderem finden in der Alten Kongresshalle Veranstaltungen statt. Das Verkehrszentrum des Deutschen Museums wurde 2003 eröffnet. Stadtteilkultur findet unter anderem im Kulturkeller (Kultur- & Vereinskeller D’Schwanthalerhöh’ e. V.), im KulturLaden Westend, im Griechischen Haus Westend sowie im Multikulturellen Jugendzentrum (MKJZ) statt. Die Stadtteilbibliothek verfügt über einen Schwerpunkt in Literatur in verschiedenen Herkunftssprachen und Sprachenlerner.

### Galerie

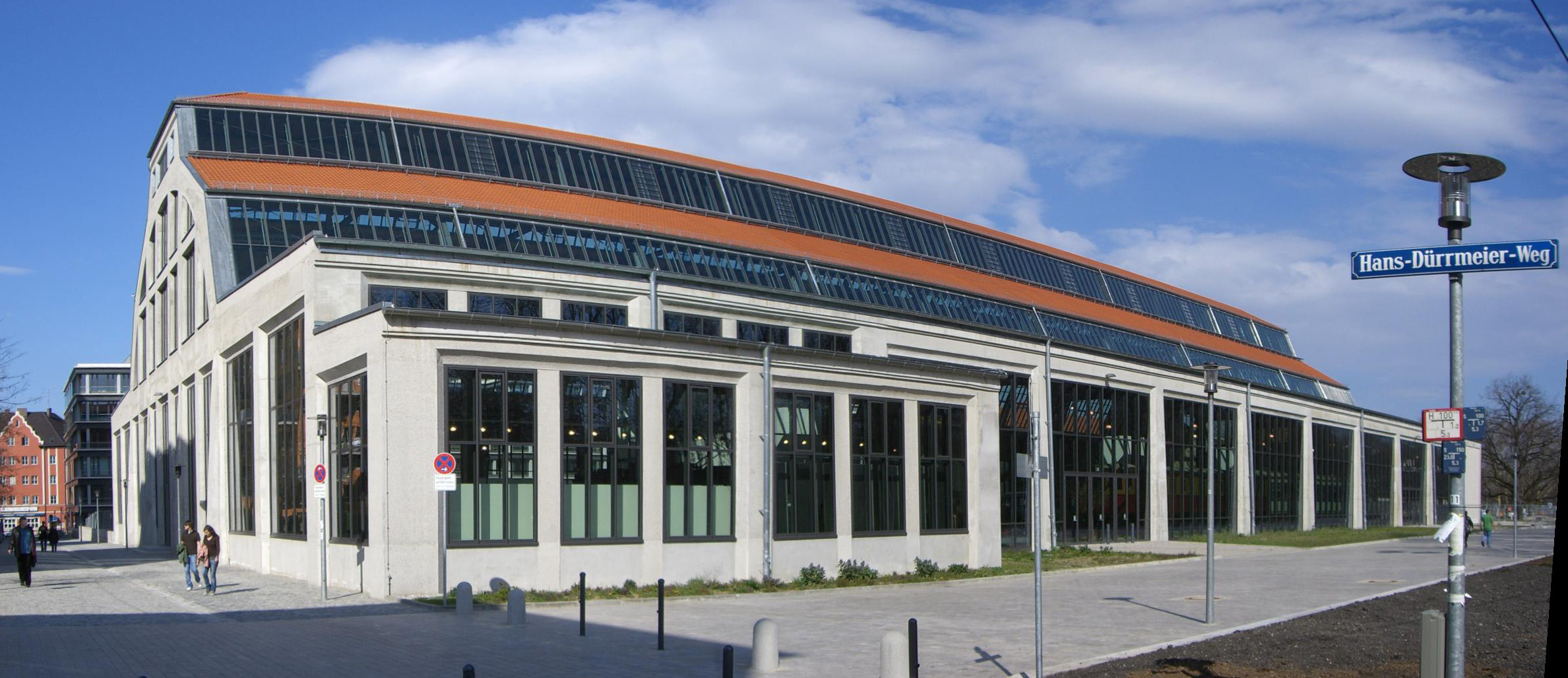
Verkehrsmuseum (Zweigstelle des Deutschen Museums), ehemalige Messehalle, Theresienhöhe
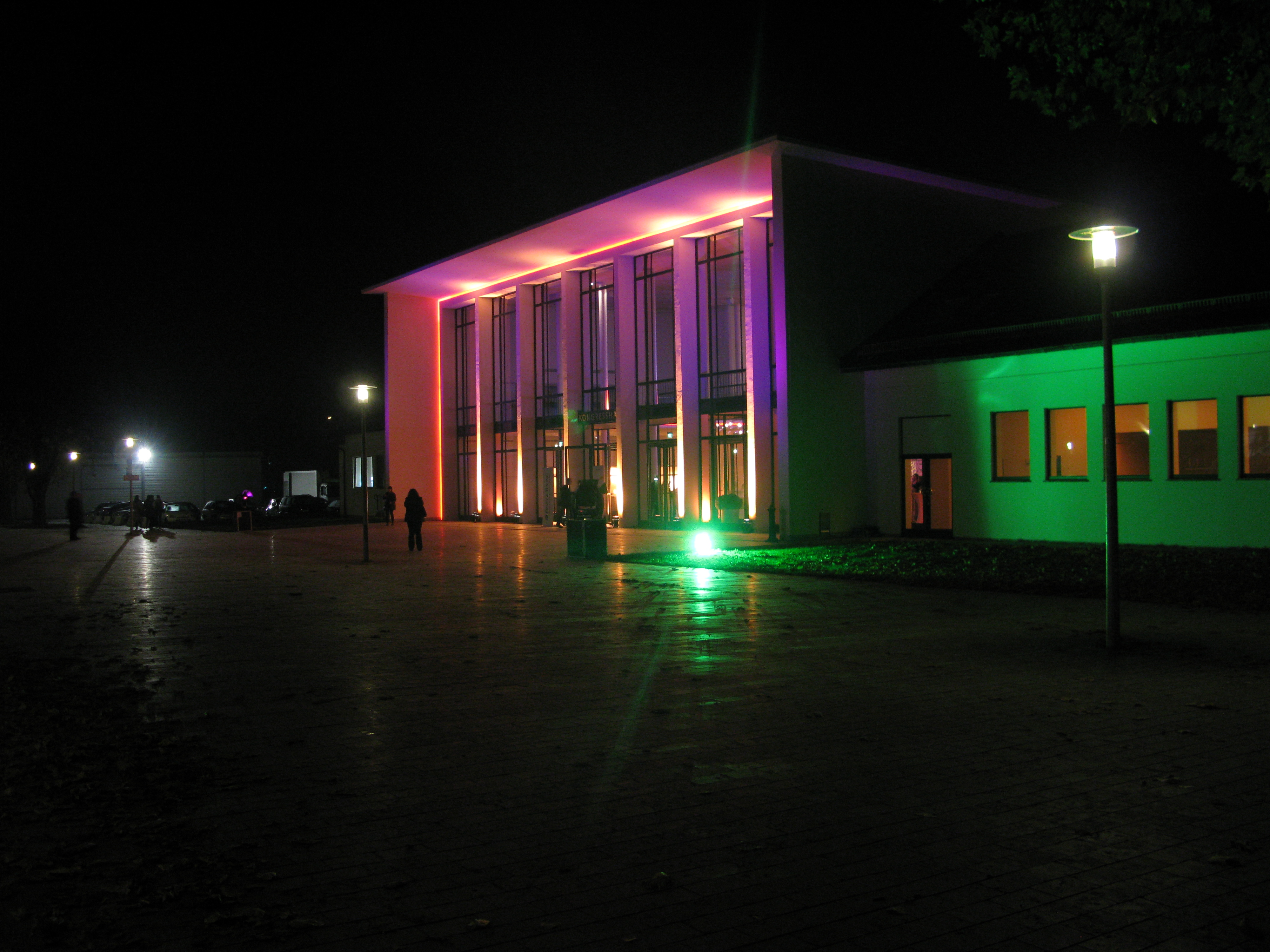
Alte Kongresshalle
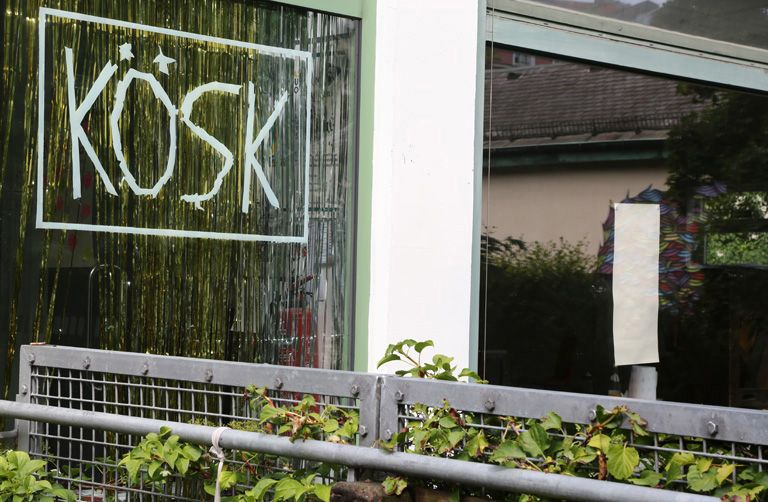
Kunstraum Kösk in der Schrenkstraße
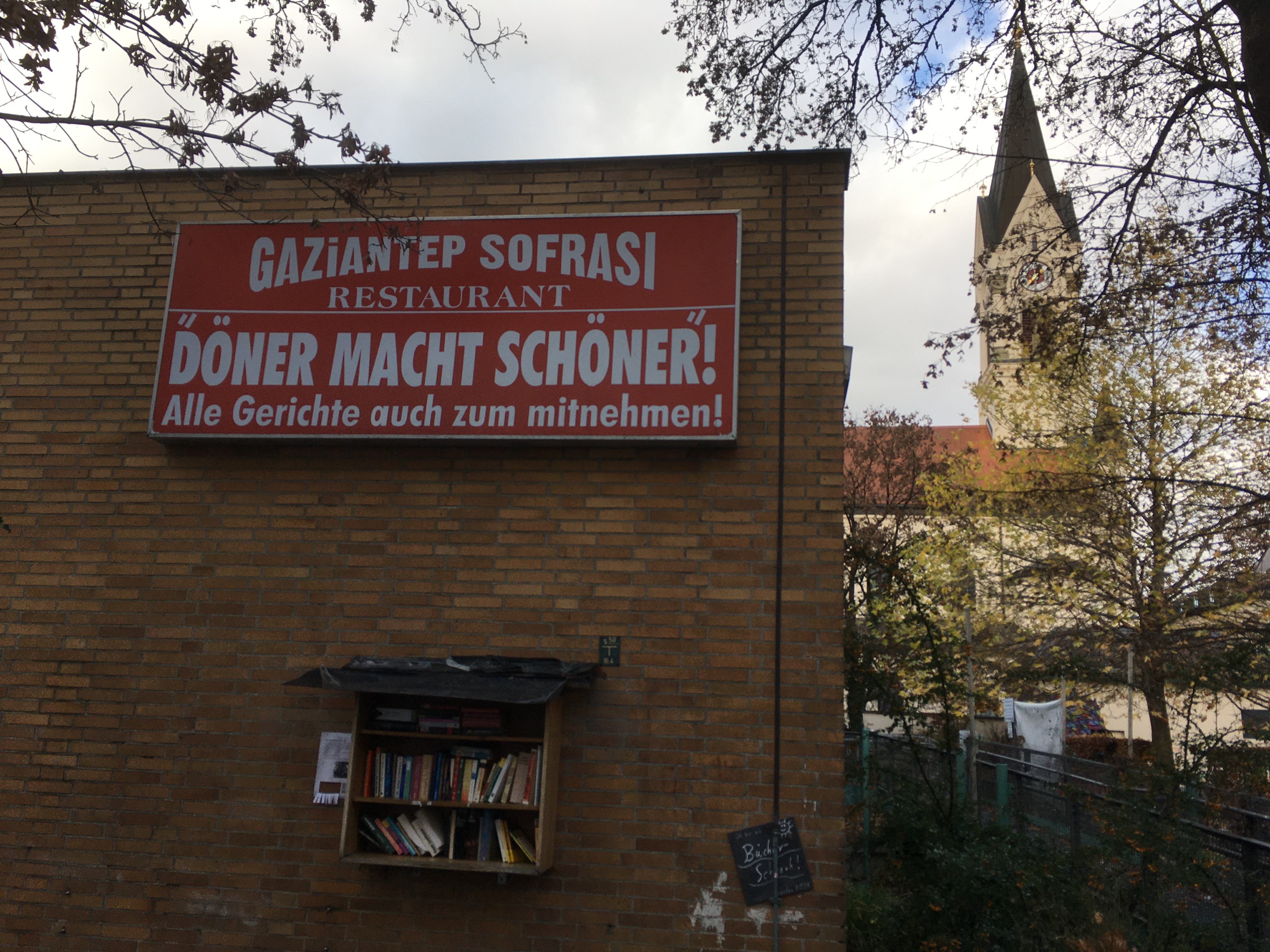
„Döner macht schöner“, Installation von Matt Wiegele am Kösk
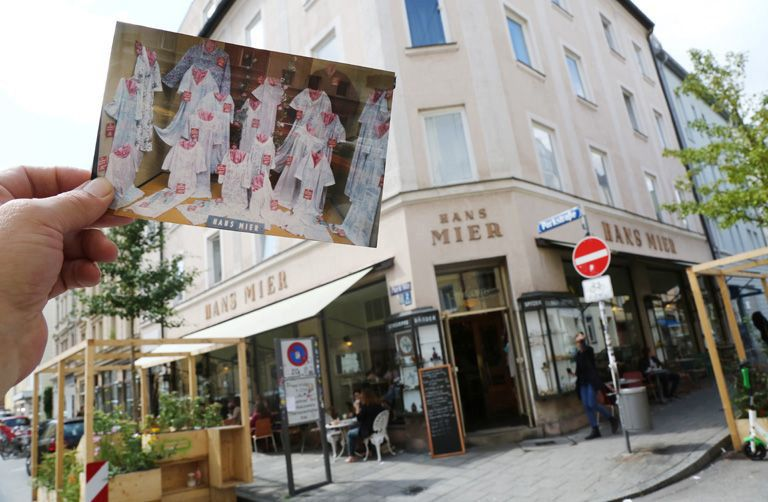
Ein Cafe in dem ehemaligen Einzelhandelsgeschäft Hans Mier, Parkstraße

## Baudenkmäler
- Liste der Baudenkmäler in München/Schwanthalerhöhe

## Politik

### Bezirksausschuss
- Linke: 2
- SPD: 3
- Grüne: 8
- FW/ÖDP: 1
- FDP: 1
- CSU: 2

Der Bezirksausschuss der Schwanthalerhöhe wurde zuletzt am 15. März 2020 gewählt. Die Sitzverteilung lautet wie folgt: Grüne 8, SPD 3, CSU 2, Linke 2, Freie Wähler/ÖDP 1 und FDP 1. Von den 20969 stimmberechtigten Einwohnern in Schwanthalerhöhe haben 10079 von ihrem Wahlrecht Gebrauch gemacht, womit die Wahlbeteiligung bei 48,1 Prozent lag.
Die konstituierende Sitzung fand am 12. Mai 2020 im Gemeindesaal der Auferstehungskirche (Gollierstrasse) statt. Dabei wählte das Gremium Sybille Stöhr erneut zur Bezirksausschussvorsitzenden. Damit sitzt dem Gremium wieder eine Vertreterin von Bündnis 90/Grüne vor, die zudem auch noch im frisch in den Münchner Stadtrat eingezogen ist. Zur ersten Stellvertreterin gewählt wurde Ulrike Boesser (SPD), zweiter Stellvertreter wurde Uwe Trautmann (CSU). Organisiert hat sich der Bezirksausschuss für die zukünftige Arbeit in fünf Ausschüssen: Bau, Planen, Wohnungsbau und Gewerbe (Vorsitz: Willy Mundigl, SPD) – Soziales, Bildung, Wohnungspolitik (Vorsitz: Dominik Lehmann, Linke) – Kultur und Integration (Vorsitz: Daniel Günthör, Grüne) – Umwelt und Verkehr (Vorsitz: Manuela Diebolder, Grüne) – Budget und Finanzen (Vorsitz: Florian Kraus, Grüne).
| Datum                                                               | Wahl                                | Wahlbeteiligung | SPD  | CSU  | Grüne | FDP  | Linke * |
| ------------------------------------------------------------------- | ----------------------------------- | --------------- | ---- | ---- | ----- | ---- | ------- |
| 22. September 2013                                                  | Deutscher Bundestag (Zweitstimmen)  | 70,0            | 25,4 | 25,8 | 22,9  | 06,3 | 7,8     |
| 27. September 2009                                                  | Deutscher Bundestag (Zweitstimmen)  | 71,3            | 18,9 | 21,7 | 27,1  | 14,9 | 9,6     |
| 21. September 2008                                                  | Bayerischer Landtag (Gesamtstimmen) | ?               | 33,1 | 19,2 | 22,7  | 09,9 | 7,7     |
| 18. September 2005                                                  | Deutscher Bundestag (Zweitstimmen)  | 73,4            | 30,5 | 28,0 | 23,0  | 09,7 | 5,8     |
| 13. Juni 2004                                                       | Europäisches Parlament              | 36,2            | 18,7 | 28,2 | 35,8  | 05,2 | 3,3     |
| 21. September 2003                                                  | Bayerischer Landtag (Gesamtstimmen) | 57,1            | 34,2 | 36,3 | 21,4  | 03,0 | –       |
| 22. September 2002                                                  | Deutscher Bundestag (Zweitstimmen)  | 77,0            | 32,8 | 32,8 | 24,5  | 05,2 | ?       |
| * Anmerkung: Die Linke trat zuvor als Linkspartei.PDS bzw. PDS auf. |                                     |                 |      |      |       |      |         |

## Statistik

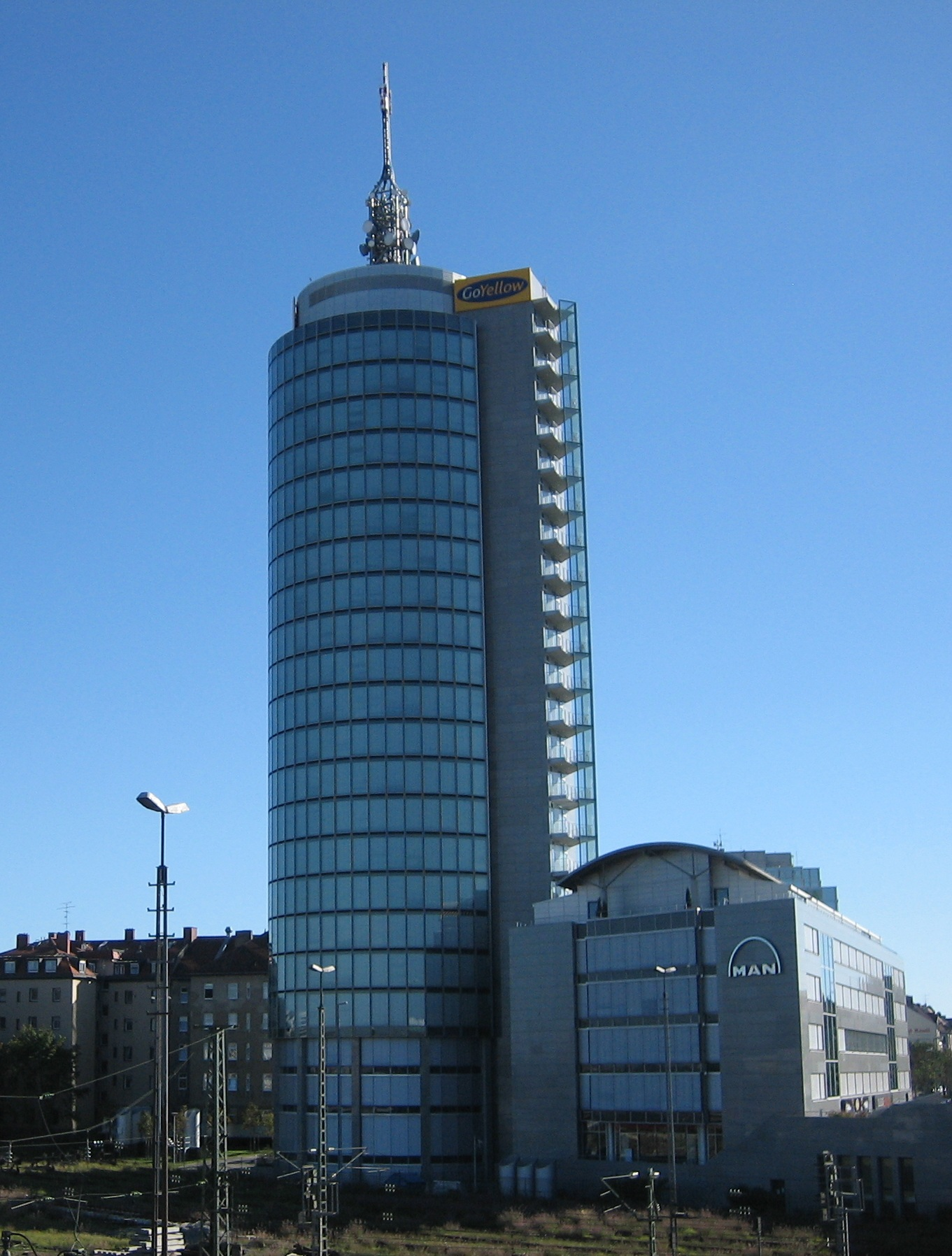
Der Central Tower an der Donnersbergerbrücke

(Stand jeweils am 31. Dezember, Einwohner mit Hauptwohnsitz)
| Jahr | Einwohner | davon Ausländer | Einwohner je km² |
| ---- | --------- | --------------- | ---------------- |
| 2000 | 24.883    | 10.168 (40,9 %) | 12.005           |
| 2001 | 24.905    | 10.028 (40,3 %) | 12.016           |
| 2002 | 25.078    | 10.089 (40,2 %) | 12.099           |
| 2003 | 25.328    | 10.176 (40,2 %) | 12.219           |
| 2004 | 25.369    | 09.751 (38,4 %) | 12.254           |
| 2005 | 25.507    | 09.644 (37,8 %) | 12.319           |
| 2006 | 26.103    | 09.393 (36,0 %) | 12.609           |
| 2007 | 26.877    | 09.491 (35,3 %) | 12.983           |
| 2008 | 27.778    | 09.819 (35,3 %) | 13.418           |
| 2009 | 27.814    | 09.358 (33,6 %) | 13.435           |
| 2010 | 28.004    | 09.286 (33,2 %) | 13.527           |
| 2011 | 28.678    | 09.603 (33,5 %) | 13.853           |
| 2012 | 29.402    | 09.814 (33,4 %) | 14.202           |
| 2013 | 29.663    | 09.974 (33,6 %) | 14.329           |
| 2014 | 30.083    | 10.230 (34,0 %) | 14.531           |
| 2015 | 30.381    | 10.492 (34,5 %) | 14.675           |
| 2016 | 30.282    | 10.496 (34,7 %) | 14.628           |
| 2017 | 29.535    | 09.836 (33,3 %) | 14.267           |
| 2018 | 29.743    | 09.968 (33,5 %) | 14.367           |
| 2019 | 29.611    | 09.664 (32,6 %) | 14.303           |
| 2020 | 29.328    | 09.474 (32,3 %) | 14.166           |
| 2021 | 28.870    | 09.165 (31,7 %) | 13.945           |
| 2022 | 28.986    | 09.386 (32,4 %) | 14.001           |
| 2023 | 28.732    | 09.279 (32,3 %) | 13.878           |
| 2024 | 28.684    | 09.169 (32,0 %) | 13.855           |

Quelle mit weiteren Daten

## Bedeutende Persönlichkeiten
- Georg Freundorfer, Zitherspieler und Komponist
- Otto Gritschneder, Rechtshistoriker, Rechtsanwalt und Publizist
- Franz Münchinger alias Monaco Franze, fiktive TV-Figur (geboren in der Kazmairstraße)
- August Kühn, Schriftsteller

## Literatur

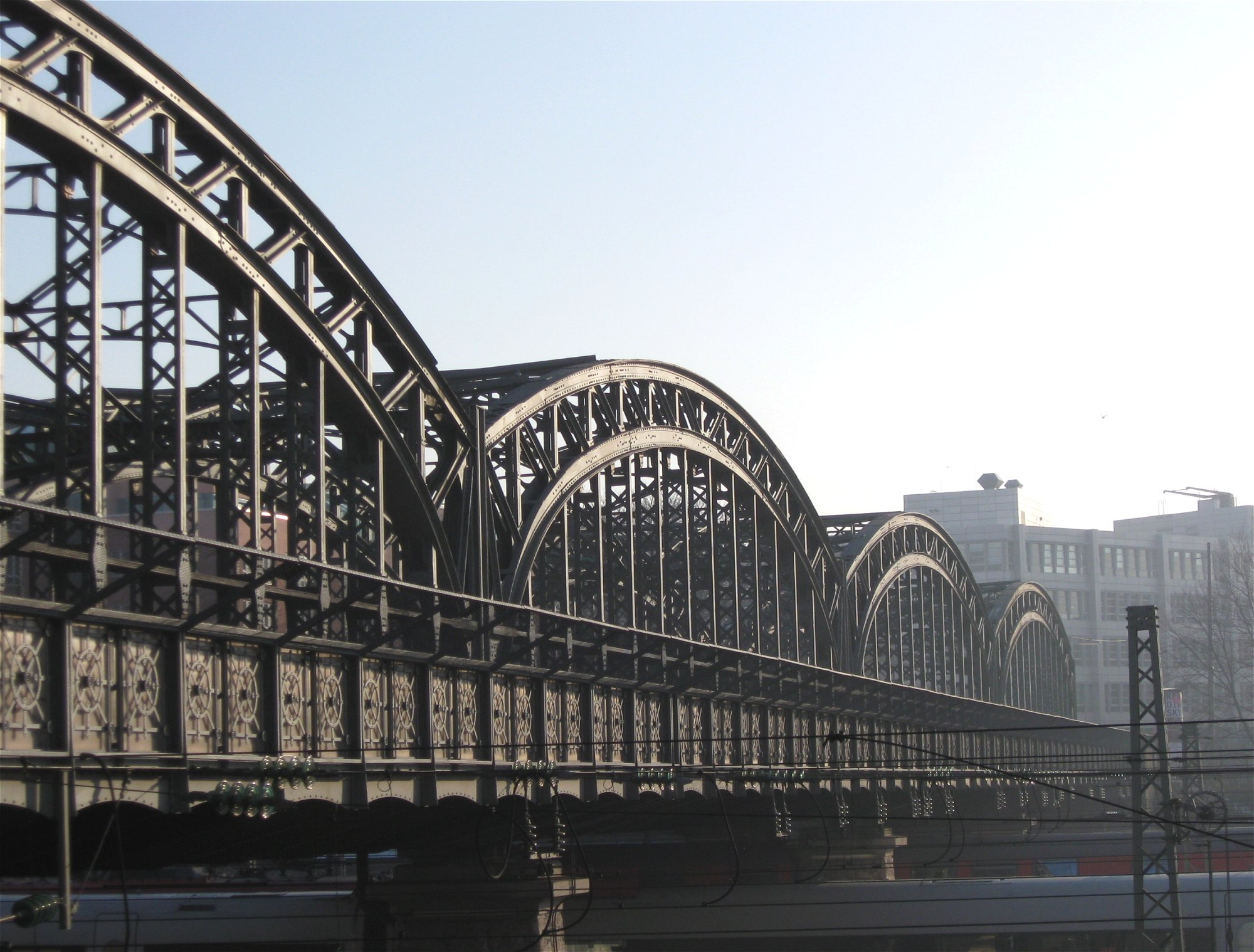
Die Hackerbrücke verbindet das Westend mit der Maxvorstadt.

## Einzelnachweise

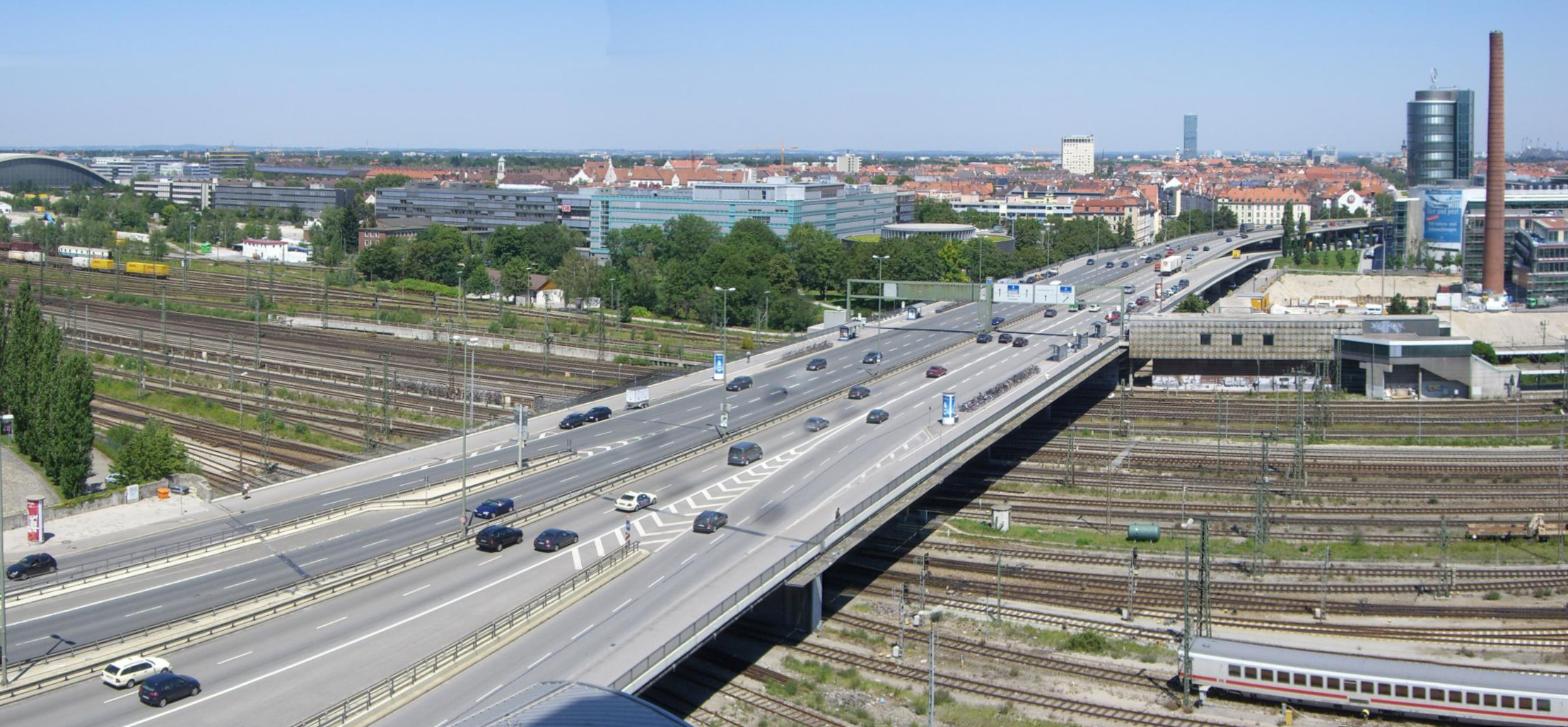
Die Donnersbergerbrücke verbindet das Westend mit Neuhausen